# 丸子鉄道A1形電気機関車
丸子鉄道A1形電気機関車（まるこてつどうA1がたでんききかんしゃ）は、上田交通の前身事業者である丸子鉄道が、1924年に新製した電気機関車である。

## 概要
丸子鉄道は第1期線として大屋 - 丸子町間を開業させたが、当時は全区間非電化であったことから旅客・貨物運輸は蒸気機関車による牽引列車で運行され、蒸気機関車は2両在籍していた。
1924年に大屋 - 上田東間の延伸工事が開始されたのを機に既存の路線についても電化工事を実施し、蒸気機関車は入換用に転用、客貨運行を電気機関車によって行うこととなった。このために新製された電気機関車がA1形である。1両（1号機）がアメリカ・ゼネラル・エレクトリック社へ発注され、1924年3月に竣功した。全長6mの凸形車体を備え、動軸を2軸有する小型機で、主電動機の定格出力は75kWで1両当たり2基搭載し、制御方式は直接式であった。

## 運用
就役と同時に客貨運行にあたるが、旅客輸送は程なく同社初の電車であるホ100形が導入されたため、以後貨物列車牽引に専従した。
陸運統制令に基く丸子鉄道と上田電鉄（初代）との戦時合併により上田丸子電鉄が設立され、同社の保有機となったのちも原形式・原番号のまま運用されたが、1949年にEB1形（1号機）と改称された。さらに翌1950年の一斉改番によりEB4110形4111と改番改称・改番された。
戦後も丸子鉄道線改め丸子線において運用されたが、1961年に日本国有鉄道（国鉄）よりED25形ED25 1の払い下げを受け導入した後はED2210形の予備機となった。
1963年に別所線へ転属し、同線の貨物用機関車となるが、1969年4月19日の丸子線全線廃止の後、ED25 1が別所線に転属し貨物列車牽引用途に充当されたことにより、本形式は上田原駅の近くにあった電車区の入換用機として転用された。
1975年に貨物営業が廃止されたことを受け、上田原の入換用機にはED25 1が充当されることとなり、用途を失った本形式は同年3月27日付で廃車となって解体処分された。